# Tetrico iunior
Gaio Pio Esuvio Tetrico iunior (latino: Gaius Pius Esuvius Tetricus; ... – dopo 274) è stato il figlio di Tetrico, imperatore dell'Impero delle Gallie (270-274).
Nel 273 Tetrico iunior fu elevato dal padre al rango di Caesar, ricevendo anche il titolo di princeps iuventutis. Nel gennaio 274 entrò nella capitale di Augusta Treverorum (Treviri), per iniziare il suo primo consolato assieme al padre, ma nell'autunno di quello stesso anno il padre fu deposto dall'imperatore romano Aureliano, e Tetrico iunior apparve nel trionfo del vincitore, pur avendo la vita risparmiata. Secondo alcune fonti, dopo la deposizione Aureliano gli permise di mantenere persino il rango senatoriale.

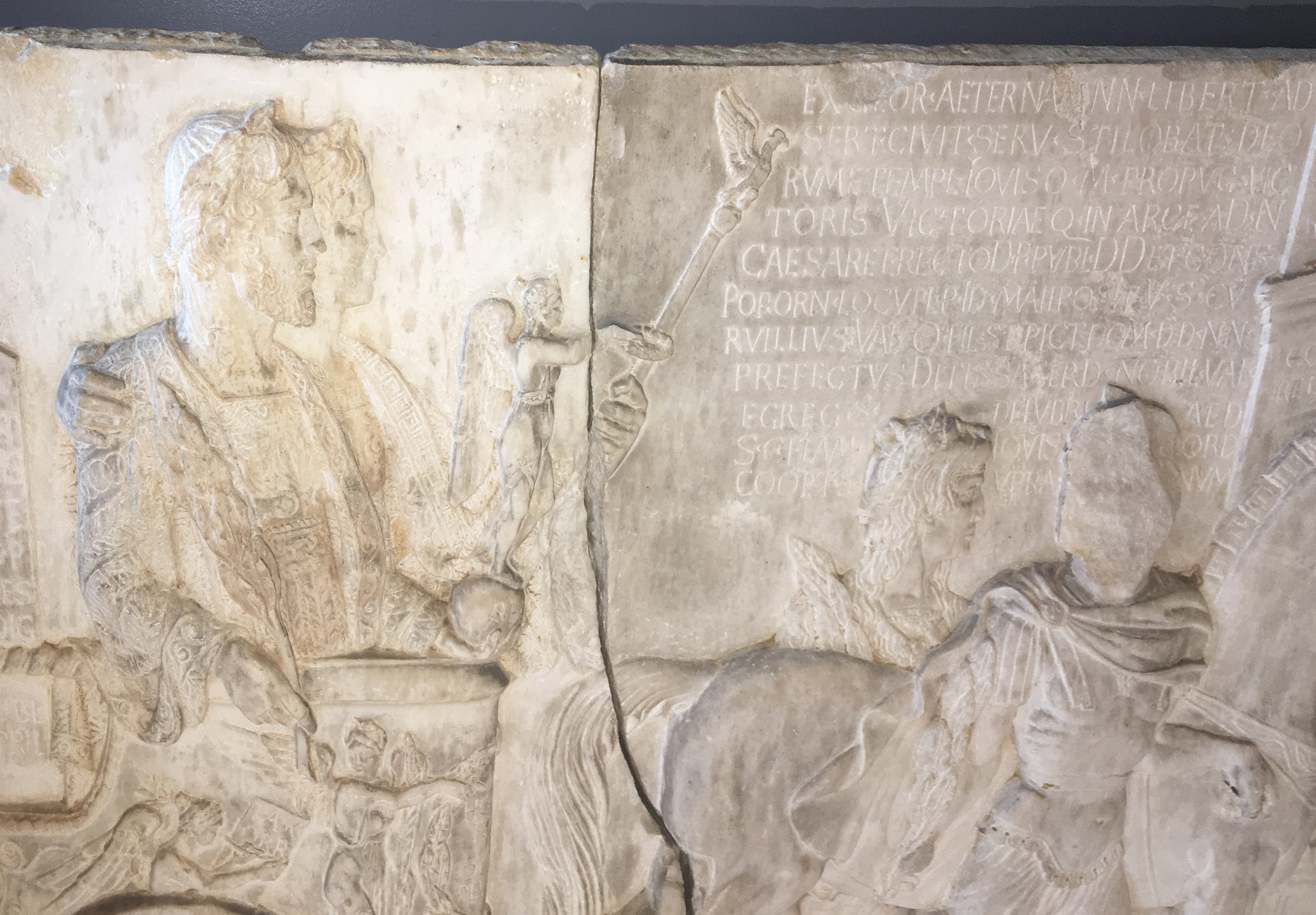
Bassorilievo del XIX secolo, spacciato per autentico, rappresentante Tetrico iunior sul carro del trionfo assieme a suo padre.

### Fonti primarie
- Aurelio Vittore, Liber de Caesaribus
- Eutropio, Breviarium ab Urbe condita
- Historia Augusta

### Fonti secondarie
- Polfer, Michael, "Tetricus II (Caesar 273-274 AD)", De Imperatoribus Romanis, su roman-emperors.org.